# Micheál Martin
Micheál Martin (født 1. august 1960) er en irsk politiker fra partiet Fianna Fáil, som var Taoiseach (Irlands regeringsleder) fra 2020 til 2022.
Martin har været medlem af Dáil Éireann siden 1989, og formand for Fianna Fáil-partiet siden 2011. Martin har igennem sin politiske karriere hold flere ministerpositioner, herunder Udenrigsminister, som han var mellem 2008-11.
Efter valget i 2020 dannede Fianna Fáil en regering med deres mangeårige rival Fine Gael, samt Green Party. Denne koalition mellem gamle rivaler var nødvendig, da ingen ønskede at regere med Sinn Féin. Som del af aftalen, var Martin Taoiseach frem til december 2022, hvor Leo Varadkar, lederen af Fine Gael, blev Taoiseach igen.